# Ormyrus venustus
Ormyrus venustus är en stekelart som beskrevs av Paul E. Hanson 1992. Ormyrus venustus ingår i släktet Ormyrus och familjen kägelglanssteklar.
Artens utbredningsområde är:
- Afghanistan.
- Guatemala.

Inga underarter finns listade i Catalogue of Life.